# Zoe McBride
Zoe McBride (Nelson, 27 de septiembre de 1995) es una deportista neozelandesa que compite en remo. Ganó cuatro medallas en el Campeonato Mundial de Remo entre los años 2015 y 2019.

## Palmarés internacional
| Campeonato Mundial | Campeonato Mundial        | Campeonato Mundial | Campeonato Mundial      |
| Año                | Lugar                     | Medalla            | Prueba                  |
| ------------------ | ------------------------- | ------------------ | ----------------------- |
| 2015               | Aiguebelette (Francia)    | Medalla de oro     | Scull individual ligero |
| 2016               | Róterdam (Países Bajos)   | Medalla de oro     | Scull individual ligero |
| 2017               | Sarasota (Estados Unidos) | Medalla de plata   | Doble scull ligero      |
| 2019               | Ottensheim (Austria)      | Medalla de oro     | Doble scull ligero      |